# 馬鹽鄉
馬鹽鄉，是四川省鄰水縣下轄的一個鄉級行政單位。

## 沿革[1]
- 1953年9月4日，馬鹽鄉人民政府成立．隸屬第六區(九龍區)公所領導。1956年1月16日，馬鹽鄉併入九龍鄉，馬鹽鄉人民政府撤銷。